# Metsämaa kyrka
Metsämaa kyrka (finska: Metsämaan kirkko) är en luthersk träkyrka i Metsämaa, Loimaa, i det finländska landskapet Egentliga Finland. Kyrkan, som invigdes 1777, har 350 sittplatser. Dess kor härstammar från 1860-talet. Kyrkan används endast på somrarna.

## Historia
År 1767 bad invånarna i Metsämaa Åbo domkapitel om tillstånd att bygga en egen kyrka, men deras begäran avslogs. År 1777 började man ändå bygga kyrkan utan tillstånd. Myndigheterna stoppade dock byggarbetet och krävde en förklaring. Landshövdingen var nöjd med invånarnas förklaring och gav dem tillstånd att slutföra byggandet av kyrkan.
Tidigare var Metsämaa kyrka huvudkyrka för Metsämaa församling. Församlingen blev en del av Egentliga Loimaa församling år 2000 och från och med 2005 en del av Loimaa församling.

## Arkitektur
Metsämaa kyrkas arkitekt är okänd. Kyrkan är en träbyggd långkyrka med västtorn. Den består av en rektangulär kyrksal, med klocktornet beläget i den västra änden. Norr om själva kyrksalen finns en lägre och smalare sakristia, medan det på södra sidan finns ett vapenhus, något mindre än sakristian.
Kyrkan utvidgades från och med 1858 genom tillbyggnad av koret samt en sidoläktare på den södra väggen. Senare har kyrkan även renoverats och reparerats. Till exempel byggdes kyrktornet ursprungligen för svagt. En protokollanteckning från 1801 nämner att tornet svajade kraftigt vid klockringning.

### Inredning
Den fasta inredningen i kyrkan är delvis från den tid då kyrkan byggdes. För närvarande används den ursprungliga altartavlan från 1823, målad av C.F. Blom, Kristus på korset. Denna målning togs ur bruk på 1860-talet eftersom den nya altarväggen var för låg för tavlan. Senare återställdes den till sin ursprungliga plats efter en restaurering.
Från och med 1910 fungerade Väinö Blomstedts målning Kallelsen av Andreas och Simon Petrus som kyrkans altartavla. Denna tavla är numera placerad på kyrksalens norra sidovägg.

## Kyrkogården
Kyrkogården som omger Metsämaa kyrka har fungerat som begravningsplats sedan 1779 och har utvidgats flera gånger. Den omgärdas av en stenmur byggd av natursten, där de äldsta delarna härrör från 1860-talet. Till kyrkogården leder tre portar, dekorerade med gråstenspelare och gjutjärnskors. Sedan 1870 har olika lövträd planterats som prydnad på området.
På kyrkogårdens nordvästra sida finns hjältegravarna. Hjältemonumentet är en röd granitskulptur, skapad av F. Pehrman år 1951. Monumentet föreställer en sörjande mor med sina barn i relief. Söder om tornet står en minnessten, rest 1959, till minne av de stupade som blev kvar i Karelen.